# سنیخا

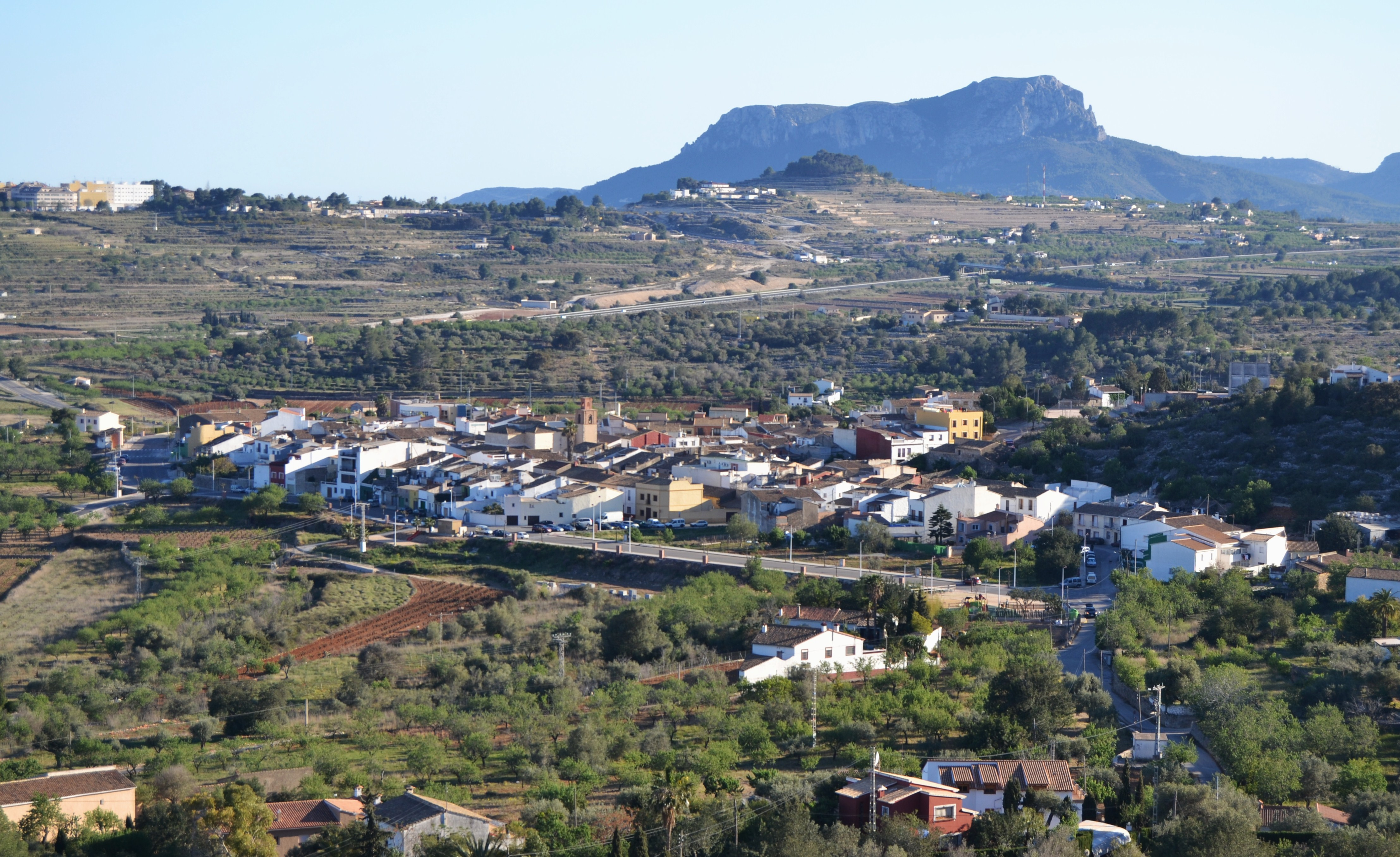
نمایی از سنیخا، دهستانی در استان آلیکانتهٔ اسپانیا - ۲۰۱۴

سنیخا دهستانی در استان آلیکانتهٔ اسپانیا است.
در این دهستان ۶۴۹ نفر زندگی می‌کنند. مساحت این دهستان ۴٫۸۳ کیلومتر مربع است.